# Beroepsvereniging van Nederlandse Stedebouwkundigen en Planologen
De Beroepsvereniging van Nederlandse Stedebouwkundigen en Planologen (BNSP) is een Nederlandse beroepsvereniging voor stedenbouwkundigen en planologen, opgericht in 1935.

## Organisatie
Bij de BNSP zijn ongeveer 1000 individuele stedenbouwkundigen en planologen aangesloten. Daarnaast zijn 70 ontwerp- en adviesbureaus en 50 gemeentes aan de BNSP verbonden. De BNSP heeft een verenigingsstructuur. Het doel van de vereniging is het stimuleren van een goede kwaliteit van de ruimtelijke inrichting van het land, zowel in stedelijk als landelijk gebied.

## Werkwijze
De BNSP ondersteunt de bij haar aangesloten leden in de ruimtelijke ordening door:
- Het bevorderen van de stedenbouw en de planologie in Nederland;
- Een centraal aanspreekpunt te vormen voor haar leden;
- Het stimuleren van kennisuitwisseling en kennisopbouw;
- Een actieve inbreng in vakdiscussies en door mee te denken over beleid, bestuur en besluitvorming in de ruimtelijke ordening;
- Het behartigen van (beroeps)belangen.

## Geschiedenis
Op 21 december 1935 werd de Bond van Nederlandse Stedebouwkundigen (BNS) opgericht door een klein groepje stedenbouwkundigen, veelal directeuren van particuliere bureaus. Vanaf de jaren dertig ontwikkelde de stedenbouwkunde zich steeds meer als zelfstandige discipline. Grote opgaven als de wederopbouw na de Tweede Wereldoorlog, de inrichting van de IJsselmeerpolders, de bouw van Zoetermeer en de Bijlmermeer stimuleerden een verdere wetenschappelijke verdieping en verbreding van het stedenbouwkundige werkveld. 
Na de Tweede Wereldoorlog ontwikkelde zich ook de planologie, een discipline die zich richtte op de ruimtelijke ontwikkeling, het planningsproces en de beleidsvorming daaromtrent. Vanaf 1960 verschenen de nota's ruimtelijke ordening waarin een actieve sturing van de ruimtelijke ontwikkeling van Nederland werd beoogd en in 1965 trad de Wet op de Ruimtelijke Ordening in werking. Voor de planologie waren dit belangrijke impulsen. De beroepsgroep groeide en er ontwikkelden zich eigen opleidingen voor de universiteit en hogeschool. De planologen organiseerden zich in 1988 in de Beroepsvereniging van Nederlandse Planologen (BNP).
Al bij de oprichting van de BNP waren er gesprekken over een mogelijk samengaan met de stedenbouwkundigen. Inhoudelijk was er een grote verwantschap tussen de twee disciplines. Bundeling van de krachten leek een logische stap. Toch duurde het nog 10 jaar voor het zover was. In 1998 werden de handtekeningen gezet onder de oprichtingsakte van de Beroepsvereniging van Nederlandse Stedebouwkundigen en Planologen (BNSP).

## Werkgroepen
Binnen de BNSP zijn verschillende (werk)groepen actief:
- Werkgroep Duurzame Stedelijke Ontwikkeling
- Werkgroep Ruimte
- Werkgroep Krimp
- Werkgroep Europa
- Netwerk Jong Professional
- Netwerk De Noorderstroom
- Netwerk ZZPs in de RO
- Netwerk Regio Bouwmeesters

## EURPA prijsvraag
Sinds 2002 organiseert de BNSP de Nederlandse voorselectie van deze Europese prijsvraag. Met het organiseren van de EURPA wil de European Council of Town Planners (ECTP) aandacht vragen voor ruimtelijke strategieën of ontwikkelingsprojecten die een bijzondere toegevoegde waarde geven aan de kwaliteit van leven in steden en plattelandsgebieden in Europa.

## Congres
Elk najaar organiseert de BNSP een congres voor stedenbouwkundigen en planologen. In 2009 had het congres de titel 'De staat van de stedebouw'. In 2010 'Stedebouw na de crises, van ontplanning tot veranderkunde'. 